# 贾三近
贾三近（1534年—1592年），字德修，号石葵，别号石屋山人、太史氏、兰陵散客、宁鸠子、贞忠居士等，山东峄县（今枣庄市峄城区）人，明朝政治人物，进士出身，历经嘉靖、隆庆、万历三朝，工诗词碑记，明朝文学家。

## 生平
嘉靖十三年（1534年），贾三近出生在山东峄县的一个官宦家庭。嘉靖三十七年（1558年）中山東乡试第十名举人。隆庆二年（1568年），中进士，授翰林院庶吉士，几年后升职为吏科右给事中。由于朝廷中高拱、张居正、冯保的权力斗争，贾三近以照顾父亲的名义请假归乡，张居正担任首辅之后，被启用，授职户科都给事中。此后陆续担任太常寺少卿、大理寺左少卿、南京光禄寺卿，又因照顾父母的名义请假归乡，在家赋闲期间，主持修订了《峄县志》。張居正死後，經孫繼先舉薦，恢復官職。申时行担任首辅之后，再度启用贾三近，授光禄寺卿，不久之后以都察院右佥都御史，负责去河北赈灾，因赈灾得力升职为大理寺卿，未等上任，家里传来父亲病重的消息，贾三近第三次请假归乡。万历二十年（1592年），宁夏副总兵哱拜起兵举事，万历帝启用贾三近，授职兵部右侍郎，但是贾三近以父母年迈身体有病请辞。万历二十年（1592年），贾三近因背疽病逝。

## 轶事
由于峄县古时候名叫“兰陵”，加上贾三近文学才华和《金瓶梅》中诸多的峄县方言，学者张远芬《金瓶梅新证》认为兰陵笑笑生可能是贾三近。

## 作品
- 《滑耀编》
- 《西辅封事》
- 《左掖漫录》
- 《东掖漫稿》

## 家庭
- 曾祖父贾訪，成化丁酉鄉貢，官建昌府推官。
- 祖父贾宗鲁，监生出身，曾是高淳县儒学教谕、南阳府儒学教授。
- 父亲賈夢龍，歲貢生，官内丘縣訓導
- 母亲陳氏，封淑人
- 季父賈夢鯉，號筆山
- 兄贾三省、贾三聘。弟贾三恕、贾三才、贾三就
- 子男三，長賈梧，娶歸德府通判李濢女，早卒；次賈梴，恩生，娶沛縣太學生張翨女；次賈樾，娶湖廣副使蔣希孔女。

## 延伸阅读
[在维基数据编辑]
 《明史卷二百二十七》，出自《明史》